# Irnini Mons
L'Irnini Mons è una struttura geologica della superficie di Venere.